# Protonemura vercingetorix
Protonemura vercingetorix är en bäcksländeart som beskrevs av Aubert 1963. Protonemura vercingetorix ingår i släktet Protonemura och familjen kryssbäcksländor. Inga underarter finns listade i Catalogue of Life.